# إزالة التسميد من التربة
يُشير مفهوم إزالة التسميد التربة إلى ممارسة تقليل خصوبة التربة من أجل تقليل عدد النباتات التي يمكن أن تنمو على تلك التربة. غالبًا ما يتم إجراؤه على أرض غير مخصصة للزراعة مثل حدائق المدينة.

## المنفعة
على الأرض غير المخصصة للزراعة، مثل حدائق المدينة أو المساحات العامة الأخرى، يمكن أن تصبح النباتات غير المرغوب فيها (الأعشاب) مصدر إزعاج للخدمات المجتمعية في المدينة، مما يكلف الجهد والمال. في بعض الحالات، جنبًا إلى جنب مع إزالة التسميد من التربة، يمكن تغيير درجة حموضة التربة ومحتوى الماء. قد يخلق هذا بيئة مختلفة كثيرًا، مما يسمح لمزيد من النباتات المتخصصة بالنمو.

## عمليّة الإزالة
تتم إزالة التسميد من التربة عن طريق زراعة محاصيل تغطية محددة (على سبيل المثال، جمية والخردل الأبيض وزوان متعدد الأزهار) عليها ثم بدلًا من حرثها وإزالتها من التربة. من خلال القيام بذلك، تتم إزالة العناصر الغذائية التي تراكمت في المحاصيل مع المحاصيل. يمكن استخدام المحاصيل في الأراضي الأخرى التي تحتاج إلى أن تكون خصبة (بدلاً من منزوعة المخصب)، على سبيل المثال الأراضي الزراعية.